# Garde russe
La Garde russe (en russe : Гвардия, Gvardiya) ou unités de la Garde (en russe : гвардейские части) sont des unités militaires russes. La signification exacte du terme « Garde » a varié énormément au cours du temps : elle désigne de 1700 à 1917 la Garde impériale russe, puis de 1992 à aujourd'hui un titre honorifique donné à des unités.

## Garde impériale

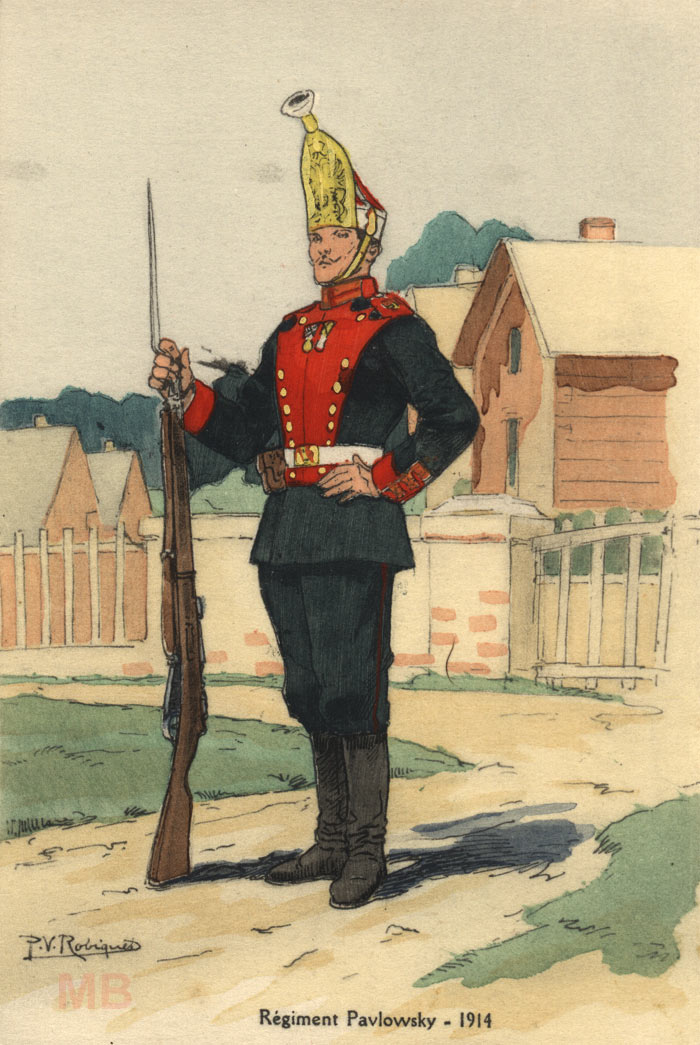
Soldat du régiment de la Garde Pavlovski.

La « Garde impériale » est fondée en 1700 à l'époque de la monarchie russe avec de nombreuses unités spécifiques d'infanterie, de cavalerie et d'artillerie. Elle est dissoute avec toute l'Armée impériale russe en 1917.

## Garde soviétique

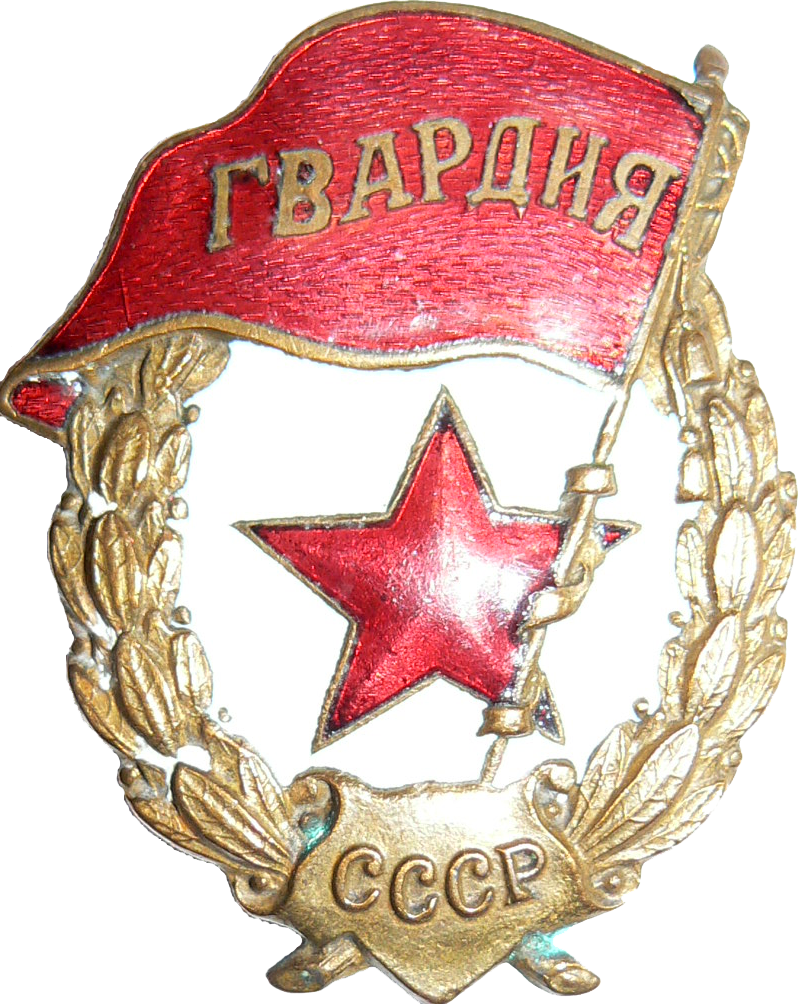
Badge de la Garde soviétique (1941).

La notion refait son apparition en Union soviétique, quand quatre divisions furent récompensées du titre d'« unité de la Garde » par l'ordre du Commissariat du peuple à la défense de l'Union soviétique no 303 du 18 septembre 1941. Cette récompense est décernée ensuite à un très grand nombre d'unités, qu'elles soient des armées ou des bataillons, jusqu'à la fin de la Seconde Guerre mondiale, ce statut leur conférant théoriquement l'attribution de meilleurs militaires, équipements, armements et approvisionnements.
Presque tout en haut de la hiérarchie des unités soviétiques (aucun front n'a reçut ce titre), il y a eu onze armées de la Garde et six armées de chars de la Garde :
- 1re armée de la Garde ;
- 2e armée de la Garde ;
- 3e armée de la Garde – refonte de la 1re armée de la Garde ;
- 4e armée de la Garde ;
- 5e armée de la Garde ;
- 6e armée de la Garde ;
- 7e armée de la Garde ;
- 8e armée de la Garde ;
- 9e armée de la Garde ;
- 10e armée de la Garde ;
- 11e armée de la Garde ;
- 1re armée de chars de la Garde ;
- 2e armée de chars de la Garde ;
- 3e armée de chars de la Garde ;
- 4e armée de chars de la Garde ;
- 5e armée de chars de la Garde ;
- 6e armée de chars de la Garde.

## Fédération russe

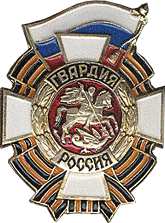
Badge de la Garde russe.

En 1992, lors de la création des forces armées de la fédération de Russie, les titres honorifiques datant de l'époque soviétique furent conservés. À la suite des fusions d'unités (dans ce cas on fusionne aussi les titres honorifiques), un très grand nombre d'unités russes portent désormais le titre d'unité de la Garde ; elles sont même majoritaire parmi les grandes unités (armées, corps d'armée, divisions et brigades). Lors des recréations, l'unité reprend les traditions et titres de ces prédécesseresses.
En 2023, sur les douze armées des Forces terrestres russes, il y en a quatre de la Garde, ainsi qu'un corps d'armée sur les sept :
- 1re armée de chars de la Garde ;
- 2e armée combinée de la Garde ;
- 8e armée combinée de la Garde ;
- 20e armée combinée de la Garde ;
- 2e corps d'armée de la Garde.

Au niveau des divisions, il y en a onze de la Garde sur un total de quinze :
- 2e division de fusiliers motorisés de la Garde ;
- 4e division de chars de la Garde ;
- 7e division d'assaut aéroporté de la Garde ;
- 18e division de fusiliers motorisés de la Garde ;
- 20e division de fusiliers motorisés de la Garde ;
- 42e division de fusiliers motorisés de la Garde ;
- 76e division d'assaut aéroporté de la Garde ;
- 90e division de chars de la Garde ;
- 98e division aéroportée de la Garde ;
- 106e division aéroportée de la Garde ;
- 144e division de fusiliers motorisés de la Garde.

Au niveau des brigades, il y en a 56 portant le titre d'unité de la Garde, sur un total de 79 (sans compter les brigades des milices du Donbass) de combat (pas celles de logistique, transmission, etc.) dépendant du ministère de la Défense :
- 5e brigade de chars de la Garde ;
- 15e brigade de fusiliers motorisés de la Garde ;
- 20e brigade de fusiliers motorisés de la Garde ;
- 21e brigade de fusiliers motorisés de la Garde ;
- 25e brigade de fusiliers motorisés de la Garde ;
- 27e brigade de fusiliers motorisés de la Garde ;
- 35e brigade de fusiliers motorisés de la Garde ;
- 36e brigade de fusiliers motorisés de la Garde ;
- 37e brigade de fusiliers motorisés de la Garde ;
- 38e brigade de fusiliers motorisés de la Garde ;
- 39e brigade de fusiliers motorisés de la Garde (depuis 2023) ;
- 57e brigade de fusiliers motorisés de la Garde ;
- 64e brigade de fusiliers motorisés de la Garde (depuis 2022) ;
- 74e brigade de fusiliers motorisés de la Garde ;
- 136e brigade de fusiliers motorisés de la Garde ;
- 138e brigade de fusiliers motorisés de la Garde ;
- 200e brigade de fusiliers motorisés de la Garde (depuis 2023) ;
- 9e brigade d'artillerie de la Garde ;
- 17e brigade d'artillerie de la Garde ;
- 120e brigade d'artillerie de la Garde ;
- 165e brigade d'artillerie de la Garde ;
- 236e brigade d'artillerie de la Garde ;
- 291e brigade d'artillerie de la Garde ;
- 385e brigade d'artillerie de la Garde ;
- 79e brigade de lance-roquettes de la Garde ;
- 232e brigade de lance-roquettes de la Garde ;
- 338e brigade de lance-roquettes de la Garde ;
- 439e brigade de lance-roquettes de la Garde ;
- 1re brigade de missiles de la Garde ;
- 20e brigade de missiles de la Garde ;
- 112e brigade de missiles de la Garde ;
- 152e brigade de missiles de la Garde ;
- 35e brigade de missiles antiaériens de la Garde ;
- 53e brigade de missiles antiaériens de la Garde (depuis 2023) ;
- 71e brigade de missiles antiaériens de la Garde ;
- 1re brigade du génie de la Garde ;
- 11e brigade du génie de la Garde ;
- 12e brigade du génie de la Garde ;
- 14e brigade du génie de la Garde ;
- 28e brigade de pontons de la Garde ;
- 45e brigade du génie de la Garde ;
- la 2e brigade des forces spéciales de la Garde (depuis 2022) ;
- la 3e brigade des forces spéciales de la Garde ;
- la 14e brigade des forces spéciales de la Garde ;
- la 16e brigade des forces spéciales de la Garde ;
- la 22e brigade des forces spéciales de la Garde ;
- la 24e brigade des forces spéciales de la Garde ;
- la 45e brigade des forces spéciales de la Garde ;
- 11e brigade d'assaut aéroporté de la Garde ;
- 31e brigade d'assaut aéroporté de la Garde ;
- 83e brigade d'assaut aéroporté de la Garde ;
- 61e brigade d'infanterie de marine ;
- 77e brigade d'infanterie de marine de la Garde ;
- 155e brigade d'infanterie de marine de la Garde ;
- 336e brigade d'infanterie de marine de la Garde ;
- 810e brigade d'infanterie de marine de la Garde ;
- 126e brigade de défense côtière de la Garde (depuis 2022).

Il y aussi des unités de la Garde parmi les régiments, et surtout au sein de la marine, des forces aérospatiales et des Forces des missiles stratégiques.